# Grande Ravine (Dominica)
Der Grande Ravine ist ein Fluss im Parish St. John von Dominica; er mündet bei Glanvilia in den Picard River.

## Geographie
Der Grande Ravine entspringt auf ca. 450 m Höhe über dem Meer im Gebiet des Brandy Estate (⊙). Er fließt in südwestlicher Richtung und passiert südlich den Morne Balvine (⊙), dann steigt er steil herab zum Tal des Picard River. Sein Quellgebiet teilt er mit den Zuflüssen des Indian River.